# Chacina da Lapa
Chacina da Lapa ou Massacre da Lapa (16 de dezembro de 1976) foi uma operação do exército brasileiro no Comitê Central do PCdoB - localizado na Rua Pio XI, nº 767, no bairro da Lapa em São Paulo - que culminou com a morte de três dos dirigentes do partido. Na ocasião o PCdoB  atuava  clandestinamente em função da proibição imposta à sua existência  pela ditadura militar. Segundo inquérito interno do partido, a operação  foi possível  porque Manoel Jover Telles havia traído os companheiros,  informando o dia e o local da reunião do Comitê Central ao Exército. Telles, que havia sido  preso em meados de 1976, aparentemente negociara com os órgãos da repressão política e  fornecera informações sobre a próxima reunião do Comitê Central (CC) do PCdoB. " [Telles] Deu o dia e a hora por 150 mil, entregues à filha dele, em Porto Alegre", confirmou o general Leônidas Pires Gonçalves, durante entrevista. 
João Batista Franco Drummond, preso no dia anterior, à tarde, após sair da casa, fora levado ao DOI/CODI, onde morreu sob tortura, durante a madrugada. Ângelo Arroyo e Pedro Pomar foram mortos na incursão. Outros cinco integrantes - Elza Monnerat, Haroldo Lima, Aldo Arantes, Joaquim Celso de Lima e Maria Trindade foram presos e torturados. Conseguiram escapar da prisão José Novaes e Manoel Jover Telles.